# Kasjroet

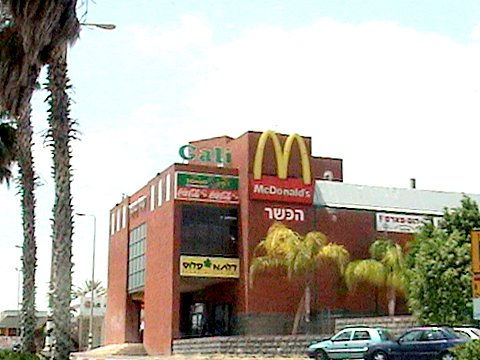
Een koosjere McDonald's in Israël

Kasjroet (Hebreeuws: כשרות betekent 'geschiktheid') is het geheel van spijswetten dat in het jodendom bepaalt of voedsel wel of niet door joden gegeten mag worden. Voedsel dat aan deze spijswetten voldoet, beschouwt men als rein en wordt in het Nederlands traditioneel koosjer genoemd. Onrein voedsel wordt treife genoemd. Orthodoxe joden gaan strikt met de spijswetten om. Liberale joden houden zich minder strikt aan alle regels.
Het zich houden aan de Kasjroet-voorschriften is een belangrijk kenmerk van de Joodse identiteit, dat tijdens de eeuwenlange geschiedenis stand gehouden heeft.

## Reine en onreine dieren

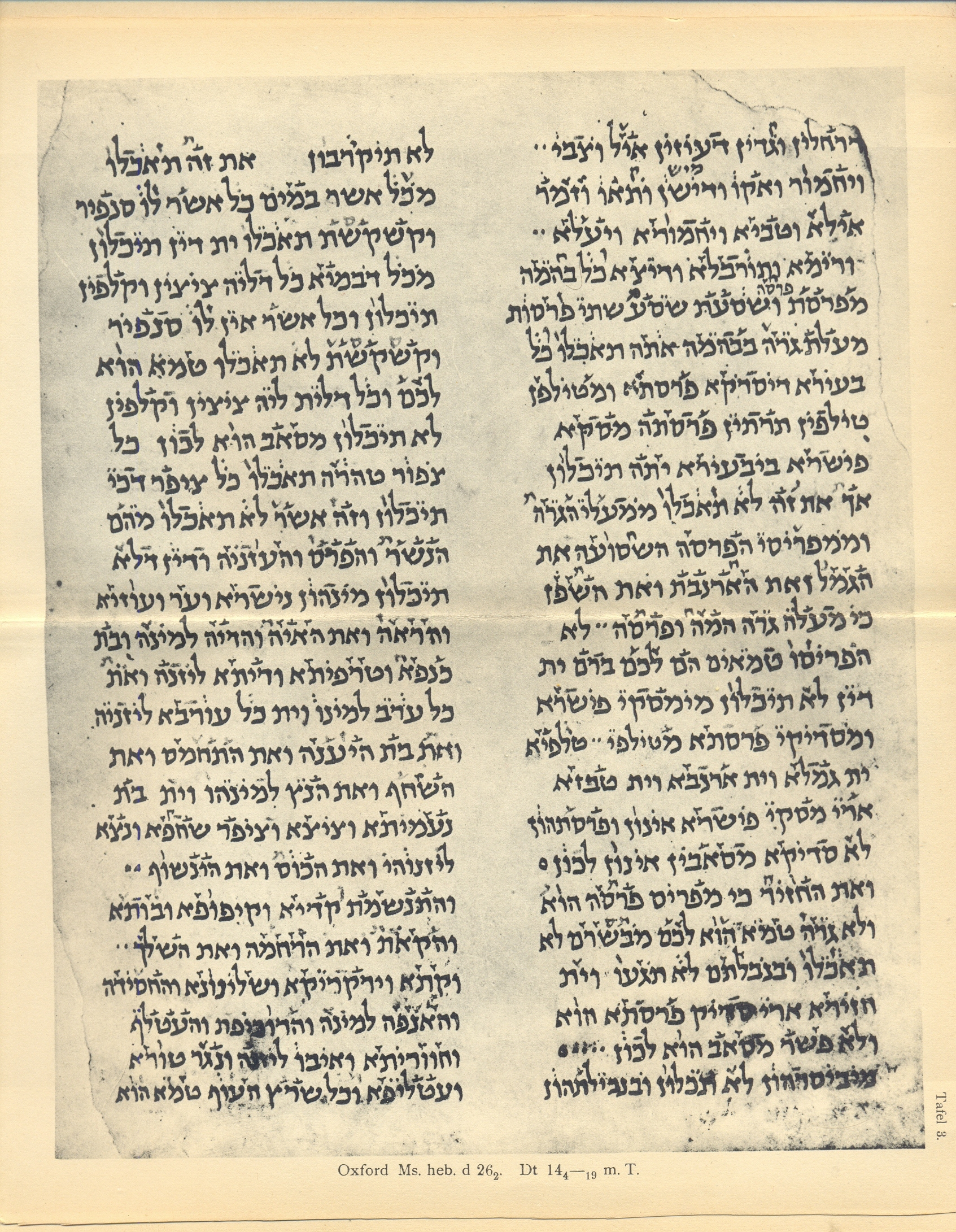
Tekst van Deuteronomium 14 uit de genizah van Caïro

Voorschriften voor kasjroet bepalen dat uitsluitend bepaalde soorten dieren mogen worden gegeten. De basis voor kasjroet staat in de Thora, in Leviticus 11 en Deuteronomium 14.
- Tweehoevige herkauwende zoogdieren zijn toegestaan. Dus wel rund, schaap, wild bergschaap, gazelle, geit en hert maar geen kameel, klipdas, varken, paard of haas.[2][3]
- Voor waterdieren geldt dat zij vinnen en (zichtbare) schubben moeten hebben. Dus geen garnaal, paling, meervallen en schelpdieren, kreeft,  rog, steur, zeewolf[4] et cetera.[5][6]
- Diverse vogelsoorten zijn onrein,[6] zoals roofvogels, gieren,  raven, pelikanen, meeuwen, ooievaars, reigers, trappen, struisvogels, aalscholvers en  hoppen evenals vleermuizen die in dit verband tot de vogels worden gerekend. Vogels moeten door een sjocheet geslacht zijn.[4]
- Dieren die op klauwen lopen zijn onrein, zoals  honden en katachtigen.
- Kadavers (dood aangetroffen dieren) of geschoten[7] dieren van zowel reine als onreine diersoorten zijn onrein.[8] Ook vlees dat van een levend dier is gehaald mag niet gegeten worden.
- Gevleugelde insecten zijn onrein, uitgezonderd vier soorten sprinkhanen en krekels.[6] Omdat niet meer bekend is welke soorten dat geweest zijn, worden deze niet gegeten.[9] In het algemeen zijn alle dieren die over de aarde krioelen onrein, waaronder muizen, mollen, wezels en hagedissen; en verder alle dieren met meer dan vier poten.

De voorschriften hebben betrekking op de  fauna van het Heilige Land. Latere joodse gemeenschappen moesten een bepaalde interpretatie aan de regels gaan geven om te kunnen bepalen of dieren uit andere streken als rein of onrein moesten worden beschouwd. Joden in Noord-Amerika zagen de bizon als een rein dier. Of hetzelfde geldt voor de kalkoen, is controversieel. Bij vogels wordt vaak de eis gesteld dat ze een "extra" teen hebben, dus een opponeerbare eerste teen. Haaien worden als onrein beschouwd maar zwaardvissen en steuren soms als rein. Paleontologen hebben zich afgevraagd of dezelfde criteria ook op het verleden konden worden toegepast en wat bij wijze van spreken een joodse tijdreiziger zou mogen eten. Een studie uit 2015 concludeerde dat de Bijbelse indeling niet gebaseerd was op de verwantschappen van de dieren, ofwel de fylogenie, maar op hun uiterlijke kenmerken en levenswijze. Omdat vogels dinosauriërs zijn, zou men die hele groep in principe als rein kunnen beschouwen maar de meeste soorten zouden in de categorie "onrein" vallen omdat ze of roofdieren zijn of de opponeerbare eerste teen missen. Naarmate men verder teruggaat in de tijd, zijn steeds minder dieren koosjer, en nemen ook de voor mensen bruikbare planten sterk af. Dat staat in sterk contrast met de huidige situatie waarin twintig miljard  hoenderen of eenden, 2,1 miljard  schapen en geiten en 1,7 miljard runderen voor consumptie beschikbaar zijn.
De jaaromzet aan koosjere vleesproducten in de Verenigde Staten werd in 2013 geschat op zeventien miljard dollar.

### Slacht

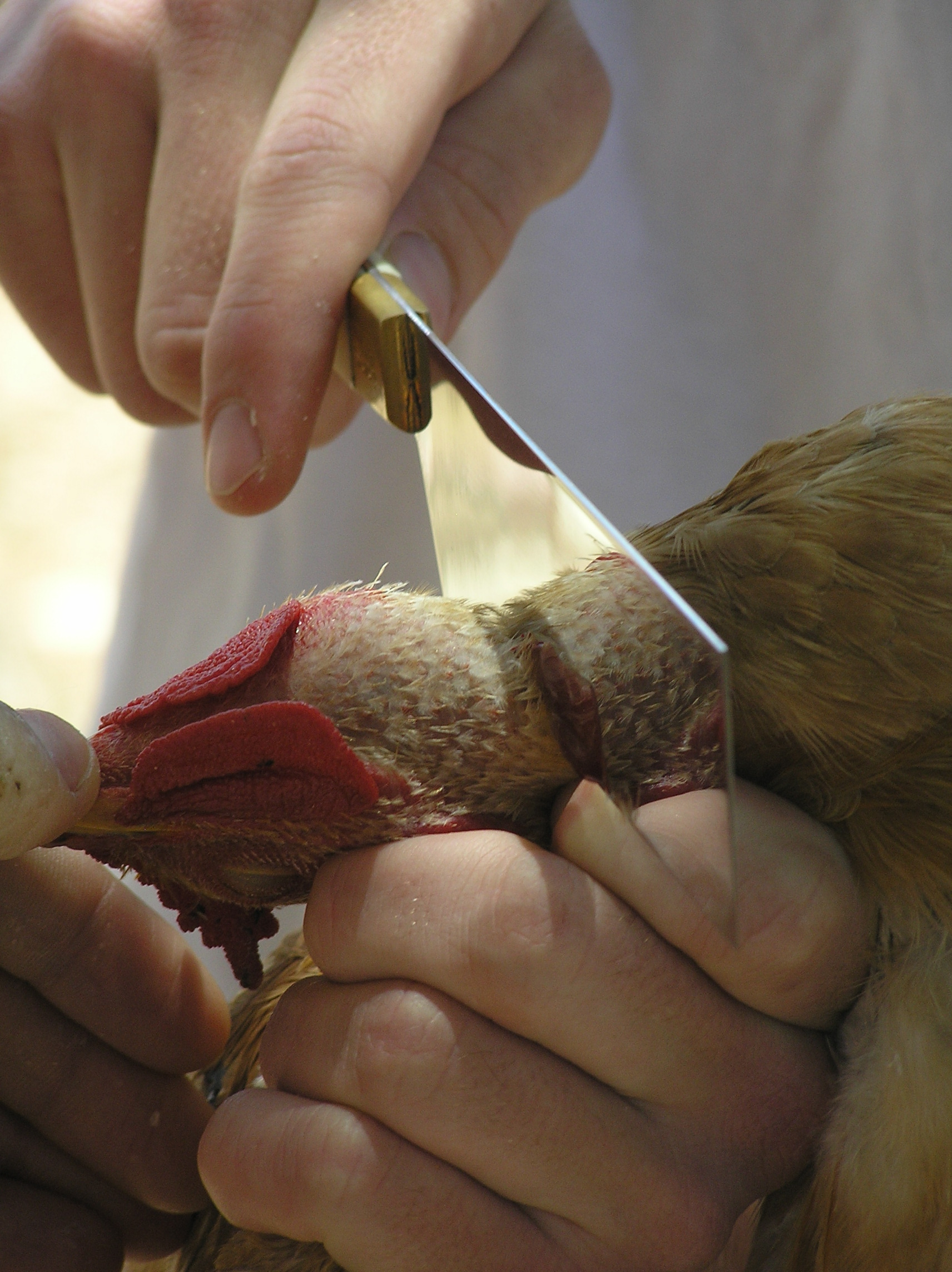
Rituele slacht van een kip, volgens de Kasjroet

Volgens de regels van kasjroet moeten zoogdieren en vogels die gegeten mogen worden volgens religieuze voorschriften geslacht worden door middel van de halssnede, om aan de eisen van kasjroet te voldoen. Deze manier van slachten noemt men sjechita. Hierbij moet het mes (chalaf) vlijmscherp en kaarsrecht zijn om het dier onmiddellijk te kunnen doden, met één snede waarbij zowel luchtpijp als slokdarm doorsneden worden. Het slachten moet onder  rabbinaal toezicht gebeuren en door een speciaal opgeleide persoon, de sjocheet. Aas en vlees afkomstig van een nog levend dier zijn dus niet toegestaan.
Na de slacht van een rund wordt onder andere de heupzenuw verwijderd, met aanliggende bloedvaten en vet. Het eten van deze zenuw is verboden, omdat aartsvader Jakob bij een gevecht met een engel aan zijn heup gewond was geraakt (Genesis 32:32-33). Omdat het verwijderen van deze zenuw veel werk is, wordt het vlees van de heup vaak aan een niet-koosjere slager verkocht.
Om deze redenen mag vlees alleen maar bij een koosjere slager gekocht worden. Voor vis gelden geen specifieke regels voor het doden ervan. Vis mag daarom overal gekocht worden.
Voor de consumptie van het vlees moet het bloed, dat nog niet bij de halssnede het lichaam heeft verlaten, verwijderd worden door het vlees een tijd in zout water te laten liggen; de consumptie van bloed is namelijk strikt verboden. Om deze redenen worden ook eieren voor gebruik geïnspecteerd op geringe bloedresten.

## Andere kasjroetvoorschriften
Een van de meest ingrijpende voorschriften is dat vlees- en melkproducten niet samen mogen worden gebruikt en bereid. Volgens de Nederlands-Joodse traditie mogen vlees en melk niet binnen een uur (volgens andere tradities: zes uur of drie uur) worden geconsumeerd. In de keuken moeten aparte pannen en apart keukengerei gebruikt worden; er moeten twee aanrechten zijn, en als dat niet mogelijk is moet het melkaanrecht worden afgedekt met bijvoorbeeld een plank als er vlees op bereid wordt. Ook mogen niet hetzelfde eetgerei (borden en bestekken) of dezelfde theedoeken voor vleesproducten en melkproducten worden gebruikt. Dit voorschrift berust op Deuteronomium 14:21 en Exodus 23:19, waarin staat dat het verboden is een bokje te koken in de melk van zijn moeder, en dit werd uitgebreid tot het verbieden van elke combinatie van vlees en melk.
- Vis geldt als neutraal (parwe of minnisj) en mag zowel met vleesproducten (zie onder) als melkproducten worden gegeten.
- Vlees en vis mogen niet tegelijk worden gegeten, maar wel binnen één maaltijd.
- Consumptie van bloed is verboden. Leviticus 3:17, Deuteronomium 12:16, 12:23-24, 15:23. Bloed wordt na de slacht verwijderd met zoutbaden, met een aparte behandeling voor de lever, die bijzonder rijk is aan bloed.
- Er is een voorkeur voor brood dat door joden wordt gebakken. Volgens veel rabbijnen is dit een vereiste; volgens anderen een sterke voorkeur.
- Niet-koosjere wijn is altijd verboden, ongeacht de ingrediënten. Slechts koosjere wijn kan genuttigd worden. Wijn is koosjer als het gehele productieproces door Joden is uitgevoerd, maar er zijn verder geen specifieke voorschriften.[12] Op het etiket van koosjere wijn staat de vermelding.
- Kaas mag alleen gegeten worden, net als wijn en brood, als het door een jood is gemaakt. Het voor de kaasbereiding gebruikte stremsel, afkomstig van de lebmaag van een kalf, wordt niet als vlees gezien, en mag daarom aan de melk worden toegevoegd om het te laten stremmen.[15]
- Bier mag van alle merken gedronken worden.[16] Datzelfde geldt voor veel andere alcoholische dranken, waarbij sommige dranken wel melk bevatten, zodat deze niet bij vlees gedronken mogen worden.
- Voedsel dat gekookt is door een niet-Jood mag niet worden genuttigd.
- Sommig keukengerei kan koosjer worden gemaakt door het in een ritueel bad onder te dompelen.
- Vele additieven mogen niet gebruikt worden.

Een aantal wetten is plaats- of tijdgebonden: er zijn kasjroet-wetten die alleen gelden voor het agrarisch product van het land Israël en, onafhankelijk daarvan, voor Pesach.
Het nut van de Joodse spijswetten kan in niet-joodse kringen worden uitgelegd als een stelsel van medische en hygiënische maatregelen. Dat er bijvoorbeeld geen varkens mogen worden gegeten, kan een rationele verklaring hebben in het feit dat varkens ook voor mensen gevaarlijke ziektes kunnen hebben. Het semi-aride klimaat waarin deze voorschriften tot stand gekomen zijn heeft bovendien ook twee effecten: 1) het is warm dus vlees bederft snel en 2) stookhout is schaars, vlees goed garen - en de daarin aanwezige ziektekiemen doden - is daardoor lastig.
Binnen het jodendom leggen de spijswetten vast wat God van het joodse volk verlangt. De spijswetten en het streng naleven ervan hebben ertoe geleid dat de eigenheid van het jodendom door de eeuwen heen gehandhaafd is gebleven.

## Bijvoeglijke naamwoorden

### Koosjer
Als voedsel in overeenstemming is met de regels van kasjroet, dan noemt men het koosjer (Jiddisch "kosher" van Hebreeuws: כשר-kasjèr). Is het niet in overeenstemming met de kasjroet, dan noemt men het niet-koosjer en soms ook treife (Jiddisch van het Hebreeuws: טריפה-treefa). Letterlijk betekent dat laatste iets anders: treife is een dier dat een natuurlijke dood gestorven is en dus niet gegeten mag worden omdat het niet volgens de regels van kasjroet is geslacht. De uitdrukking "niet koosjer" wordt ook wel in overdrachtelijke zin gebruikt als men wil aangeven dat iets niet pluis, niet in orde of verdacht is.

### Uitspraak van het woord koosjer
In het Nederlands taalgebruik, zowel onder Joden als de algemene bevolking, is de uitspraak koosjer met een lange 'oo'. Zowel het Opperrabbinaat voor Nederland als het Nederlands-Israëlitisch Kerkgenootschap, die de kasjroetcertificering in Nederland verzorgen, gebruiken echter de spelling kosjer met een enkele 'o'. Het gaat dan ook om een open lettergreep ko-sjer. De "o"-klank van koosjer wordt in diverse uitspraken van het Hebreeuws anders uitgesproken. In de Nederlands-Asjkenazische uitspraak wordt ook wel de "ou" gebruikt: "kousjer" (naast koosjer).

## Hechsjer

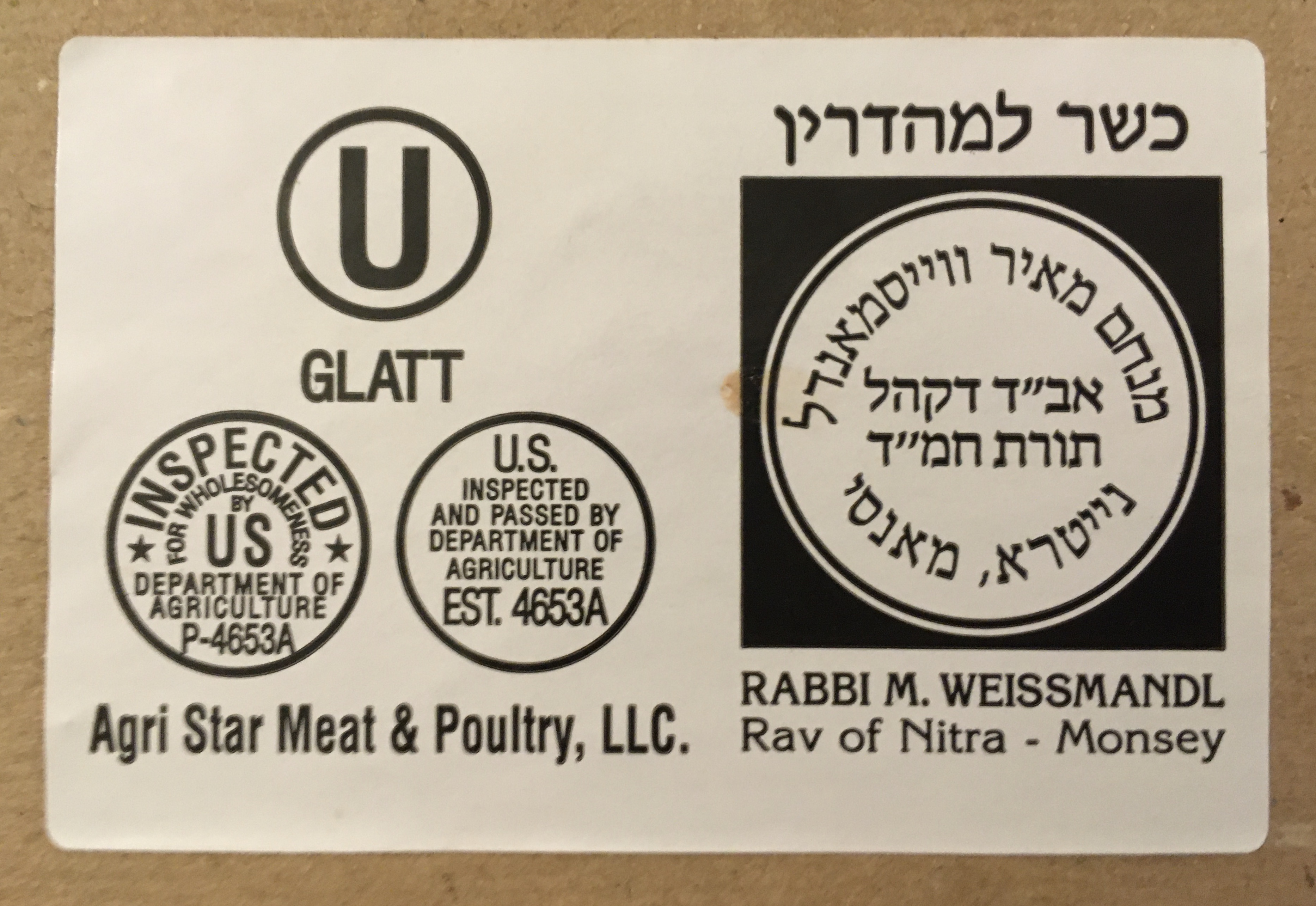
Amerikaans hechsjercertificaat

Hechsjer is het Hebreeuwse woord voor een certificaat dat een rabbinale verklaring is van kasjroet (koosjerheidscertificering). In koosjere winkels (behalve supermarkten) hangt een te'oedat hechsjer (koosjerheidscertificaat). Dit wordt door de certificerende rabbijn of rabbinale rechtbank/organisatie verstrekt voor een bepaalde periode. Zaken die een te'oedat hechsjer vereisen zijn onder anderen restaurants, bakkerijen en fast-foodzaken. In Israël is de certificering van overheidswege geregeld. Daarnaast zijn er in Israël zelfstandige certificerende kasjroetorganisaties die aan winkels en restaurants een hechsjer verstrekken. In Nederland wordt dit door het Opperrabbinaat voor Nederland verzorgd. Koosjer vlees en alles wat daar van wordt gemaakt, doorloopt één certificeringslijn; staat al 400 jaar lang onder voortdurend koosjer-toezicht van een en dezelfde certificeerder. Voortdurend betekent feitelijke, fysieke controle en menselijk toezicht vanaf het moment dat de slachter het dier stuk voor stuk inspecteert en zijn mes in een snelle beweging langs de hals haalt, totdat thuis het van dat dier afkomstige plakje worst uit zijn verpakking wordt gehaald.
Met name in Israël, maar in toenemende mate ook in de Verenigde Staten, is het in tegenstelling tot in Nederland gebruikelijk om een klein symbooltje (enkele millimeters doorsnee), doorgaans het logo van de rabbijn of het rabbinaat in kwestie, op de verpakking van ieder voorverpakt product te plaatsen. Enkel de tekst 'koosjer' is niet voldoende, aangezien er verschillende gradaties van koosjerheidscertificering bestaan en verschillende groepen Joden alleen of bij voorkeur voedsel consumeren gecertificeerd door door hen vertrouwde certificerende rabbijnen of kasjroetorganisaties. In Israël is naast certificering door het rabbinaat van de plaats waar de voeding wordt bereid of het restaurant is gevestigd, de meest voorkomende hechsjerim (meervoud van hechsjer): Edah HaChareidis uit Jeruzalem en rabbijn Landa uit Bne Brak. Andere bekende hechsjerim in Israël zijn die van rabbijnen Kook en Rubin uit Rechovot; de Chatam Sofer uit Bne Brak; de rabbinale rechtbank van rabbijn Ovadia Yosef; Machzikei HaDas van de chassidische beweging Belz, Shearis Yisroel van de Litvaks, de sefardische rabbijn Shlomo Machpoud. In de Verenigde Staten zijn met name de Orthodox Union (OU), Organized Kashrus (OK), StarK en het Central Rabbinical Congress (CRC) bekend.
In Nederland vertegenwoordigt Rabbijn Aryeh Leib Heintz verschillende koosjertoezichtorganisaties.

## Dierenwelzijn
Op 2 september 2008 diende de Partij voor de Dieren een wetsvoorstel tot verplichte bedwelming voorafgaand aan de rituele slacht. Vooruitlopend op dit wetsvoorstel had het ministerie van Landbouw, Natuurbeheer en Voedselkwaliteit opdracht gegeven aan de Wageningen Universiteit tot een wetenschappelijke literatuurstudie naar de welzijnsaspecten van de onbedwelmde rituele slacht in vergelijking met de reguliere slacht. De studie kwam tot de volgende hoofdconclusie:
"Onbedwelmd ritueel slachten [is] in vergelijking met slachten na bedwelming op diverse punten nadelig voor het welzijn van het dier. De noodzaak om dieren die zonder bedwelming geslacht worden zodanig vast te zetten (te fixeren), dat de halssnede trefzeker kan worden toegebracht, kan veel stress veroorzaken. Maar ook de halssnede zelf zal, gezien het grote aantal pijnreceptoren in de halsstreek, een ernstige pijnprikkel veroorzaken - bij sommige dieren onderdrukt doordat dieren in een shocktoestand geraken. Daar staat tegenover dat ze pijn niet via vocalisaties kunnen uiten, omdat ook de luchtpijp is doorgesneden. Verder blijkt het bij het toedienen van de halssteek vaak mis te gaan, met extra sneden en extra lijden als gevolg. Ook kan er bloed in de luchtpijp lopen, wat een gevoel van verstikking oplevert bij dieren die het bewustzijn nog niet geheel verloren zijn. Bovendien blijven de hersenen van onbedwelmde dieren na de halssteek langer actief dan die van bedwelmde dieren. Het is niet uitgesloten dat in het bijzonder runderen na de halssnede relatief lang bij bewustzijn blijven doordat hun hersenen, anders dan bij schapen en pluimvee het geval is, via de niet doorsneden arteria vertebralis nog even van bloed voorzien blijven."
De onderzoekers plaatsten daar wel een kanttekening bij:
"Bij de reguliere slacht zijn de dieren al bewusteloos voordat het verbloeden begint. Daarbij moet echter worden opgemerkt dat, los van de methode van bedwelming, de bedwelmingshandeling zelf in de praktijk niet altijd correct wordt uitgevoerd. De conclusies zijn gebaseerd op buitenlandse gegevens. Uit Nederland zijn, op wat mondelinge mededelingen na, geen gegevens inzake ritueel slachten gevonden."
Het Nederlands-Israëlitisch Kerkgenootschap heeft zich meermaals uitgesproken tegen de bevinding dat onbedwelmde slacht dierenleed kan veroorzaken. In 2011 gaf het opdracht aan TNO om bovenstaande studie en twee andere studies kritisch te beoordelen. TNO concludeerde vervolgens dat de literatuurstudie in algemene zin van gedegen kwaliteit is, maar dat de onderzoekers mogelijk onterechte aannames hebben gemaakt over het lijden van de dieren en dat de aangehaalde literatuur niet eensluidend is over de aantasting van het dierenwelzijn.
Een maand later diende ook een kort geding van het Nederlands-Israëlitisch Kerkgenootschap tegen zes andere partijen, waaronder Wageningen Universiteit, de Koninklijke Nederlandse Maatschappij voor Diergeneeskunde en de Nederlandse Staat. De rechter wees de vordering af, omdat er "geen concrete aanwijzingen [waren] dat aan de wetenschappelijke onafhankelijkheid van de rapporten moet worden getwijfeld" en "niet gebleken is dat de rapporten en het standpunt zo kennelijk of apert wetenschappelijk onjuist zijn, dat er grond is voor een verplichting tot beantwoording van vragen."
Op 28 juni 2011 werd het wetsvoorstel tot verplichte bedwelming aangenomen door de Tweede Kamer met een meerderheid van 116 tegen 30 stemmen. Niettemin werd het wetsvoorstel op 19 juni 2012 verworpen door de Eerste Kamer met 21 stemmen voor en 51 stemmen tegen. In 2018 werd een nieuwe versie van het wetsvoorstel ter advies voorgelegd aan de Raad van State. Deze stelde een jaar later dat "het voorstel weliswaar een legitiem maatschappelijk belang nastreeft, maar daarin te ver gaat in het aantasten van de vrijheid van godsdienst, zoals gewaarborgd in onder meer artikel 9 EVRM." De Partij voor de Dieren gaf daarna aan het voorstel alsnog te willen voorleggen aan de Tweede Kamer. Ook oordeelde het Europees Hof van Justitie in 2020 dat een verplichting om te bedwelmen niet in strijd is met het Europees recht noch met de vrijheid van religie.
In 2010 werden er in Nederland ongeveer 16.000 runderen en 180.000 schapen, geiten en lammeren onverdoofd geslacht, waarvan circa 90% halal en 10% koosjer. Het totale aantal (verdoofde en onverdoofde) slachtingen bedroeg in dat jaar ongeveer 2.000.000 runderen en 700.000 schapen, geiten en lammeren.